# Wylan Cyprien
Wylan Jean-Claude Cyprien (* 28. Januar 1995 in Les Abymes, Guadeloupe) ist ein französischer Fußballspieler. Der Mittelfeldspieler stammt aus der Jugend des RC Lens, für den er über 100 Pflichtspieleinsätze absolvierte. Er steht beim italienischen Zweitligisten Parma Calcio unter Vertrag und ist an den FC Sion ausgeliehen. Er ist außerdem ehemaliger französischer Juniorennationalspieler.

## Vereinskarriere

### RC Lens
Cyprien stammt aus der Jugendakademie des RC Lens, zu dieser er im Jahr 2008 vom Paris FC stieß. Sein Debüt in der ersten Mannschaft gab er am 23. Januar 2013 beim 3:0-Pokalsieg gegen Stade Bordelais, in dem er die gesamte Spieldauer auf dem Platz stand. Sein Debüt in der Ligue 2 folgte fünf Tage später bei der 1:2-Auswärtsniederlage gegen den FCO Dijon. In seiner ersten Saison 2012/13 bestritt er 15 Pflichtspiele. Sein erstes Tor für die Sang et Or erzielte er am 2. November 2013 beim 2:1-Heimsieg gegen SM Caen. In dieser Spielzeit konnte er sich mit 23 Einsätzen erfolgreich in die Rotation spielen und erreichte mit seinem Verein mit dem 3. Tabellenplatz den Aufstieg in die erstklassige Ligue 1. 
In der seiner ersten Erstligasaison 2014/15 gehörte er in den überwiegenden Spielen bereits zum Stammpersonal und kam in 33 Ligaspielen zum Einsatz, in denen ihm zwei Tore und genauso viele Vorlagen gelangen. Trotz seines sportlichen Aufstiegs, musste er mit seinem Verein nach einem Jahr wieder den Abstieg in die Ligue 2 hinnehmen. Nach lange währenden Abstiegssorgen in der nächsten Spielzeit 2015/16 gelang Lens mit einer hervorragenden Rückrunde der Sprung auf den sechsten Platz. Cyprien trug dazu mit sieben Treffern in 34 Einsätzen einen großen Anteil dazu bei.

### OGC Nizza
Nach über 100 Pflichtspielen im Trikot des RC Lens wechselte Cyprien am 27. Juli 2016 zum Erstligisten OGC Nizza, wo er einen Fünfjahresvertrag unterzeichnete. Für den südostfranzösischen Verein bestritt er am 14. August 2016 (1. Spieltag) beim 1:0-Heimsieg gegen Stade Rennes sein Debüt. Sein erstes Tor erzielte er einen Monat später beim 3:2-Heimsieg gegen Olympique Marseille. Beim 4:1-Heimsieg gegen den FC Nantes am 30. Oktober gelang ihm ein Doppelpack. Am 10. März 2017 endete seine erste Saison 2016/17 unerfreulich, als er sich beim 2:2-Unentschieden gegen SM Caen einen Kreuzbandriss zuzog. Bis zu diesem Zeitpunkt hatte er sich bei Nizza längst zum Stammspieler entwickelt und konnte in 34 Pflichtspielen neun Torerfolge und drei Vorlagen verzeichnen.
Diese Verletzung kostete ihn ebenso die gesamte Hinrunde der folgenden Spielzeit 2017/18, da die Rehabilitationsphase bis Mitte Dezember andauerte. Sein erstes Saisonspiel absolvierte er beim 4:3-Pokalsieg im Elfmeterschießen gegen OSC Lille am 13. Dezember 2017. Am 21. Januar 2018 erzielte er beim 1:0-Heimsieg gegen die AS Saint-Étienne sein erstes Saisontor. In der Folge stieß er wieder in die Startformation vor und beendete die Spielzeit mit zwei Toren und zwei Vorlagen in 21 Pflichtspielen. Die Saison 2018/19 behielt Cyprien seinen Platz im Mittelfeld der Aiglons inne. Am 23. Februar 2019 führte er bei der 0:1-Niederlage beim SC Amiens sein Team erstmals als Kapitän aufs Spielfeld. Beim 1:0-Heimsieg gegen den HSC Montpellier am 31. Spieltag verletzte er sich an den Adduktoren und kam so bis zum Ende der Spielzeit nicht mehr zum Einsatz. Bis dahin war Cyprien in 30 Pflichtspielen zum Einsatz gekommen, in denen er vier Tore erzielen konnte. In der folgenden Saison 2019/20 gelangen 
ihm bis zu einem verletzungsbedingten Ausfall in 20 Ligaeinsätzen sieben Tore und drei Vorlagen.
Am 5. Oktober 2020 wechselte Cyprien auf Leihbasis für die Saison 2020/21 zum italienischen Erstligisten Parma Calcio, der sich zusätzlich dazu eine Kaufoption sicherte. Die Kaufoption zogen die Italiener. Anfang Juli 2021 wurde er für eine Spielzeit an den FC Nantes verliehen. Im Anschluss folgte eine weitere einjährige Leihe – dieses Mal zum FC Sion.

## Nationalmannschaft
Wylan Cyprien repräsentierte seine französische Heimat in mehreren Juniorenauswahlen, beginnend mit der U16, für die er neun Einsätze absolvierte und zwei Tore erzielte.

## Erfolge
RC Lens
- Aufstieg in die Ligue 1: 2014

FC Nantes
- Französischer Pokalsieger: 2022